# 2000 en bande dessinée
| Années de la bande dessinée : 1997 - 1998 - 1999 - 2000 - 2001 - 2002 - 2003    |
| Décennies de la bande dessinée : 1970 - 1980 - 1990 - 2000 - 2010 - 2020 - 2030 |

Cet article présente les faits marquants de l'année 2000 en bande dessinée.

## Évènements
- Du 26 au 30 janvier : 27e Festival international de la bande dessinée d'Angoulême : Festival d'Angoulême 2000
- Les 15 et 16 avril : 7e Festival de bande dessinée de Perros-Guirec.
- 25 au 27 août : 12e Festival de Solliès-Ville
- Les 16 et 17 septembre : 1re édition du Festival BD d'Arlon.
- Aux États-Unis, lancement de la ligne éditoriale Ultimate (remise au goût du jour des principales licences Marvel : Ultimate Spider-Man, Ultimate X-Men, Ultimates (les Avengers), Ultimate Fantastic Four…), chez Marvel

## Nouveaux albums
Voir aussi : Albums de bande dessinée sortis en 2000

### Franco-Belge
| Sortie       | Titre                                                                                                   | Scénariste                          | Dessinateur           | Coloriste    | Éditeur              |
| ------------ | --- | ----------------------------------- | --------------------- | ------------ | -------------------- |
| janvier      | Madame et Ève Tome 5 : Madame et Ève en voient de toutes les couleurs                                   | Harry Dugmore, Stephen Francis      | Rico Schacherl        |              | Vents d'Ouest        |
| janvier      | Les Principes du Feng                                                                                   | Loke Siew Hong, Sherman Taï         |                       |              | Vents d'Ouest        |
| janvier      | L'Art de la guerre d'après Sun Tzu                                                                      | Sun Tzu, Wang Xuanming, Sui Yun     |                       |              | Vents d'Ouest        |
| janvier      | Xoco Tome 3 : Douze rois-démons                                                                         | Thomas Mosdi                        | Christophe Palma      |              | Vents d'Ouest        |
| janvier      | Aggie Tome 09 : Aggie et la solution rétro                                                              | Pierre Lacroix                      |                       |              | Vents d'Ouest        |
| janvier      | La Rose de Jéricho Tome 2 : Dernier jour                                                                | Uriel                               |                       |              | Vents d'Ouest        |
| janvier      | Selen en BD Tome 19 : Chairs petits secrets                                                             | Stefano Mazzotti                    |                       |              | Vents d'Ouest        |
| février      | Fée et tendres automates Tome 2 : Elle                                                                  | Téhy                                | Béatrice Tillier      |              | Vents d'Ouest        |
| février      | Lili Tome 11 : Lili et le diamant « Luck »                                                              | Al Gérard                           |                       |              | Vents d'Ouest        |
| mars         | Selen en BD Tome 20 : Sévices Compris                                                                   | Luca Tarlazzi                       |                       |              | Vents d'Ouest        |
| avril        | Wendigo Tome 2 : Faux soleils                                                                           | Mathieu Gallié                      | Jean-Baptiste Andréae |              | Vents d'Ouest        |
| avril        | L'Europe expliquée aux Européens                                                                        | Pierre Antilogus, Philippe Trétiack | Benoît Peloux (du)    |              | Vents d'Ouest        |
| avril        | Family life Tome 2 : Quoi ! Je suis enceinte ?                                                          | Lynn Johnston                       |                       |              | Vents d'Ouest        |
| avril        | Cotton Kid Tome 2 : Charivari dans les bayous                                                           | Jean Léturgie                       | Pearce                |              | Vents d'Ouest        |
| avril        | Donguy's Life Tome1 : Petit loup part à la plage                                                        | Pierre Donguy                       | Section maritime      |              | Matou Saint-Martin   |
| mai          | Aggie Tome 10 : Aggie et Baby-Lou                                                                       | J. Pascal                           |                       |              | Vents d'Ouest        |
| mai          | Malek Sliman Tome 1 : Pax Massilia                                                                      | Bruno Falba                         | Richard Di Martino    |              | Vents d'Ouest        |
| mai          | La Piste des ombres Tome 1 : Pierres brûlantes                                                          | Tiburce Oger                        |                       |              | Vents d'Ouest        |
| juin         | Lili Tome 12 : Lili et le trésor                                                                        | Al Gérard                           |                       |              | Vents d'Ouest        |
| juin         | Rilax Tome 1 : Faites tourner                                                                           | Djaki                               | Zirbus                |              | Vents d'Ouest        |
| juin         | Krän Tome 2 : Le Walou walou ancestral                                                                  | Éric Hérenguel                      |                       |              | Vents d'Ouest        |
| juin         | Les Archives Goscinny Tome 4 : Jacquot le Mousse, suivi de Trombon et Bottaclou                         | Christian Godard, René Goscinny     |                       |              | Vents d'Ouest        |
| juin         | Tower Tome 1 : Ouverture                                                                                | Ange                                | Sébastien Goethals    |              | Vents d'Ouest        |
| juin         | Tower Tome 2 : Le Sacrifice du fou                                                                      | Ange                                | Sébastien Goethals    |              | Vents d'Ouest        |
| juillet      | Selen en BD Tome 21 : Pin-up libertines                                                                 | Giovanna Casotto                    |                       |              | Vents d'Ouest        |
| août         | Madame et Ève Tome 6 : Madame vient de Mars, Ève de Vénus                                               | Harry Dugmore, Stephen Francis      | Rico Schacherl        |              | Vents d'Ouest        |
| août         | Hispañola Tome 4 : Les Héritiers                                                                        | Philippe Mouret                     | Fabrice Meddour       |              | Vents d'Ouest        |
| 20 Septembre | Dusk t.1 pauvre Tome                                                                                    | Richard Marazano                    | Christian Demetter    |              | Humanoïdes Associés  |
| septembre    | Selen en BD Tome 22 : Illusions coquines                                                                | Giuseppe Manunta, Noé               |                       |              | Vents d'Ouest        |
| septembre    | Lili Tome 13 : Lili script-girl                                                                         | Paulette Blonay                     |                       |              | Vents d'Ouest        |
| septembre    | Le Prophète de Tadmor Tome 1 : La Guilde du Safran                                                      | Tarek                               | Ivan Gomez-Montero    |              | Vents d'Ouest        |
| octobre      | Les Aventures de Vick et Vicky - Tome 6 - Les Archanges du Mont-Saint-Michel 2e partie : La Malédiction | Bruno Bertin                        | Bruno Bertin          | Studio Vicky | Éditions P'tit Louis |
| octobre      | Cotton Kid Tome 3 : Z comme Sorro                                                                       | Jean Léturgie                       | Pearce                |              | Vents d'Ouest        |
| octobre      | Double je – L’intégrale                                                                                 | Toff                                | Béhé                  |              | Vents d'Ouest        |
| novembre     | Calagan - Rallye raid Tome 1                                                                            | Jean-Pierre Fontenay, Patrice Perna | Fane                  |              | Vents d'Ouest        |
| novembre     | Chansons en BD : Boris Vian en BD                                                                       | Collectif                           |                       |              | Vents d'Ouest        |
| novembre     | Mangecœur : Intégrale                                                                                   | Mathieu Gallié                      | Jean-Baptiste Andréae |              | Vents d'Ouest        |
| novembre     | L'Amour                                                                                                 | Jim                                 |                       |              | Vents d'Ouest        |
| novembre     | Kérioth Tome 1 : Mission Prometheus                                                                     | Pascal Bertho                       | Marc-Antoine Boidin   |              | Vents d'Ouest        |
| novembre     | L'Île des morts : L'intégrale                                                                           | Thomas Mosdi                        | Guillaume Sorel       |              | Vents d'Ouest        |
| décembre     | Le bataillon des lâches                                                                                 | Richard Marazano                    | Richard Marazano      |              | Carabas              |
| décembre     | Stephen King de A à Z                                                                                   | George Beahm                        |                       |              | Vents d'Ouest        |
| décembre     | Déogratias                                                                                              | Jean-Philippe Stassen               |                       |              | Dupuis               |
| ?            | Persepolis Tome 1                                                                                       | Marjane Satrapi                     | Marjane Satrapi       |              | L'Association        |
| ?            | De cape et de crocs Tome 4 : Le Mystère de l'île étrange                                                | Ayroles                             | Masbou                | Masbou       | Delcourt             |
| ?            | Politique étrangère                                                                                     | Lewis Trondheim                     | Jochen Gerner         |              | L'Association        |
| ?            | L'Ascension du Haut Mal Tome 5                                                                          | David B.                            | David B.              |              | L'Association        |

### Comics
| Sortie | Titre       | Scénariste | Dessinateur | Coloriste | Éditeur |
| ------ | ----------- | ---------- | ----------- | --------- | ------- |
| ?      | à compléter |            |             |           |         |
| ?      | …           |            |             |           |         |

### Mangas
| Sortie        | Titre               | Scénariste        | Dessinateur       | Éditeur |
| ------------- | ------------------- | ----------------- | ----------------- | ------- |
| 1er mars      | Hunter × Hunter T.1 | Yoshihiro Togashi | Yoshihiro Togashi | Kana    |
| 1er avril     | Shaman King T.1     | Hiroyuki Takei    | Hiroyuki Takei    | Kana    |
| 1er septembre | One Piece T.1       | Eiichirō Oda      | Eiichirō Oda      | Glénat  |

## Décès
- 5 janvier : Gōseki Kojima
- 6 janvier : Don Martin, auteur de comics
- 14 janvier : Pat Boyette, dessinateur de comics
- 31 janvier : Gil Kane, dessinateur de comics
- 12 février : Charles M. Schulz (Peanuts)
- 18 février : Will (Tif et Tondu, Benoît Brisefer, Spirou et Fantasio)
- 19 février : George Roussos auteur de comics
- 8 avril : Alfredo Alcala
- 10 mai : Dick Sprang, dessinateur de comics
- 12 juillet : Harvey Pekar, scénariste de comics
- 13 septembre : Rolf Kauka, éditeur allemand
- 24 octobre : Mike Esposito, dessinateur de comics
- 25 août : Carl Barks, auteur américain
- 11 décembre : Jack Liebowitz, copropriétaire de DC Comics